# كرايغ شالمرز
كرايغ شالمرز (بالإنجليزية: Craig Chalmers)‏ هو لاعب اتحاد الرغبي بريطاني، ولد في 15 أكتوبر 1968 في Galashiels ‏ في المملكة المتحدة.

## وصلات خارجية
- كرايغ شالمرز عل موقع إسبنسكروم (الإنجليزية)